# Saint-Thibéry
Saint-Thibéry [sɛ̃ tibeʁi] ist eine französische Gemeinde mit 3047 Einwohnern (Stand 1. Januar 2022) im Département Hérault in der Region Okzitanien. Sie liegt im Tal des Hérault, an der Einmündung seines rechten Nebenflusses Thongue.
In der Antike hieß die Stadt Cessero.

## Bevölkerungsentwicklung
| Jahr                       | 1962 | 1968 | 1975 | 1982 | 1990 | 1999 | 2007 | 2019 |
| Einwohner                  | 1745 | 1888 | 1808 | 1874 | 2076 | 2200 | 2281 | 2807 |
| Quellen: Cassini und INSEE |      |      |      |      |      |      |      |      |

## Geologie

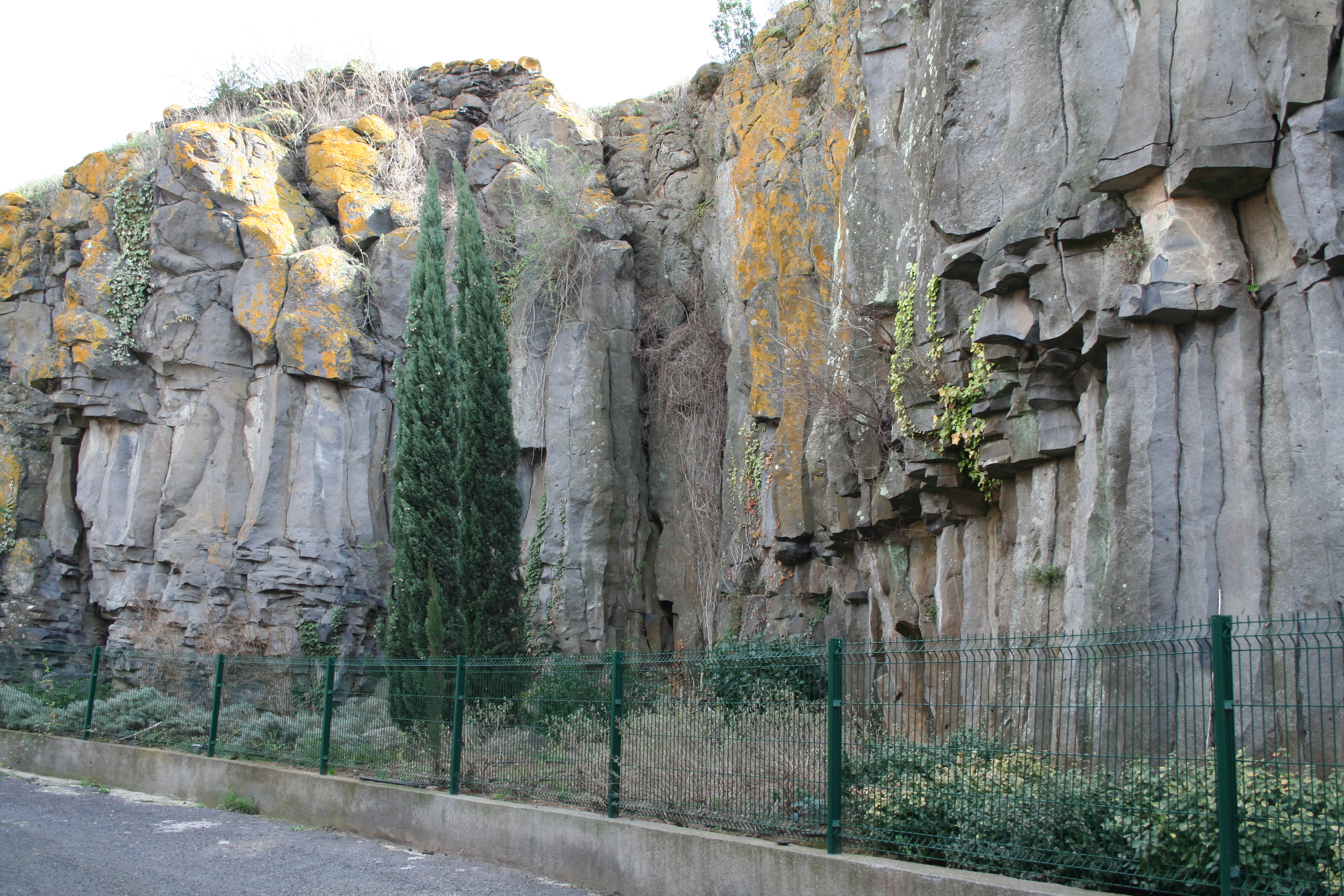
Der Lavastrom in Saint-Thibéry

Der Westteil von Saint-Thibéry ist auf einer altpleistozänen Schotterterrasse erbaut. Der Ostteil liegt über Alluvium des Proto-Hérault. Im Süden reicht der mittelpleistozäne, rund 680.000 Jahre alte Vulkan von Saint-Thibéry mit einem Lavastrom an das Gemeindezentrum heran. Das Vulkangestein wurde zu Bauzwecken in mehreren Steinbrüchen abgebaut, unter anderem erbauten die Römer ihre Brücke mit dem Gestein. Die Auswurfmassen fanden als Puzzolane Verwendung.

## Theatre de verdure
Bedeutendstes sakrales Zeugnis ist die im Kern gotische Abteikirche im Ortszentrum. Nahe beim Ort liegen die Reste der neunbögigen Römerbrücke über den Hérault, unmittelbar daneben eine ursprünglich mittelalterliche Getreidemühle.